# سمير مرقص

## عن سمير مرقص
مفكر مصري؛ (65 عاما)
له العديد من المؤلفات،
في عام 2004 نال "الدبلوما" العلمية للأكاديمية النرويجية للآداب وحرية التعبير وعلى جائزتها السنوية التي تحمل اسم أول أديب نرويجي حصل على نوبل للآداب ( بيورنسن بيورنشترن عام 1903)، وذلك عن مجمل كتاباته عن المواطنة والحوار...
تقلد عدة مناصب عامة في مصر ــ عقب حراك يناير وتمرد يونيو، بدرجة وزير،
اقترن اسم المفكر المصري سمير مرقص بمشروعه الفكري حول تأصيل مفهوم المواطنة كحركة نضالية ومستمرة للمصريين في الدولة الوطنية الحديثة، كذلك تطور حركة المواطنين وتطور المواطنة في الخبرة المصرية، كما اهتم بالدراسات المقارنة في مجال الحركات القاعدية عني بقضايا المواطنة، والعلاقات الإسلامية المسيحة في مصر، وقضايا الحوار، والقضايا الإنسانية الجديدة كالمناخ، والتنمية المستدامة، والإرهاب،
عني بدراسة قضية المواطنة من جميع أبعادها فكرا وتطبيقا. أسهم نظريا في طرح مفهوم جديد للمواطنة متحرر من التصورات العربية عنها التي تحصرها في التعريف الدستوري/القانوني، أو الديني، أو الأخلاقي المثالي،...إذ ينظر إليها كقيمة مثالية مجردة أخلاقية، أو ذات طبيعة فردية يعتنقها المرء، أو يؤمر فيتبعها، بينما المواطنة هي تعبير عن الحركة النضالية للإنسان من أجل أن يكون مواطنا وذلك باكتساب الحقوق: الاقتصادية/الاجتماعية/السياسية/المدنية/الثقافية، الإنسانية، وتأمين العدالة والمساواة بين الجميع دون تمييز (في الطبقة/اللغة/الجنس/الجهة/الدين/المذهب/الثروة/الجيل/المكانة الاجتماعية،...)، واندماج المواطن في عملية إنتاجية ومن ثم مجتمعية تضمن له اقتسام عادل للثروات/الموارد العامة.
ومن خلال الكتابة الدورية على مدى عقد التسعينيات في مجلة اليسار التي كان له فيها بابا شهريا بعنوان: نحو المواطنة، عرف القارئ العربي لأول مرة بأهم منظري المواطنة المحدثين مثل: عالم الاجتماع البريطاني ت. هـ. مارشال (1893 ــ 1981)، وبرايان س. تيرنر (79 عاما) وغيرهما كما أدخل إلى العربية الكثير من المصطلحات في هذا المقام مثل: المواطنة القاعدية Grass – root Citizenship، مواطن الشبكة Netizen، والمواطن المقيم Denizen، والمواطنة الثقافية Cultural Citizenship، المواطنة الخضراء Green Citizenship،...كما سك العديد من المصطلحات بالعربية مباشرة واقترح لها مرادفا بالإنجليزية مثل: النزعة المواطنية Citizinism، المواطنقراطية أو حكم المواطن/المواطنة Citizenocracy، المواطنة الكاذبة False Citizenship،...
كما وضع نسقا تاريخيا/نظريا لمسيرة المواطنة والمراحل التي مرت بها منذ تأسيس الدولة الحديثة في مصر إلى حراك يناير 2011/تمرد يونيو 2013 حيث رصد ست مراحل عنونها كما يلي: أولا: البزوغ من أعلى مع محمد علي، التبلور القاعدي في ثورة 1919، الابتسار والاكتفاء بالبعدين الاقتصادي/الاجتماعي دون السياسي/المدني، التغييب مع مطلع السبعينيات، النضال م أجل استعادتها مع مطلع الثمانينيات، الحراك والتمرد بداية من 2011.
في هذا المقام أسس عام 1994 المركز القبطي للدراسات الاجتماعية والذي ضم وحدجة متخصصة للمواطنة.
كما أسس عام 2007 مؤسسة المصري لدراسات المواطنة ودعم الحوار.
شارك في تأسيس الفريق العربي للحوار الإسلامي المسيحي في عام 1995.
وتعكس قائمة مؤلفاته الجديدة قيد الإعداد والقديمة المنقحة والمزيدة المساحات المعرفية التي اجتهد في مقاربتها وذلك كما يلي:

## قائمة كاملة بالمؤلفات الجديدة و المزيدة\ المنقحة

### أولا: المؤلفات الجديدة
1)   أحلام فترة العزلة: أفكار تفتح آفاق الأمل للإنسانية ومسارات للمواطنين نحو بدائل جديدة. (صدر مطلع 2024).
2)   رأسمالية التدمير: التدهور المناخي، والتنمية(غير) المستدامة، والإرهاب، والجوع،..(يصدر منتصف 2024).
3)   مواطنة بلا أوصياء؛ من ناسوت الغضب ولاهوت التحرير إلى "المواطنيزم": النزوع المواطني/الإنساني القاعدي.
4)   الأقباط والمسلمون: من سلطة الغلبة إلى دولة المواطنة (دراسة سوسيو ــ تاريخية شاملة).
5)   الشفرة السرية للبيروقراطية المصرية: دراسة تاريخية من الفراعنة إلى الدولة الحديثة؛ وملحق شهادة ليوميات واحد من المثقفين في دواوين الحكومة والموظفين.
6)   سنوات الحراك الطبقي والشبابي والدستوري؛ دورات الاحتجاج في مصر من محمد علي إلى 25 يناير/30 يونيو.
7)   أكثر من عمر(مذكرات).
8)   موسوعة المواطنة.

### المؤلفات المزيدة /المنقحة:
1)   المواطنة والهوية: جدل النضال والإبداع في مصر. (صدر مطلع 2024).
2)   الحماية والعقاب: الغرب والشرق الوسط والمسألة الديني؛ 500 سنة من الإلحاق ــ التجزئة؛ "فيروس التفكيك". (يصدر منتصف 2024).
3)   الإمبراطورية الأمريكية: ثلاثية الثروة والدين والقوة؛ من التوسع والتفرد إلى اختلال التموضع والتعدد.
4)   الآخر...الحوار...المواطنة.

## المناصب العامة التي تقلدها بترتيب شغلها بعد حراك يناير/تمرد يونيو:
1) نائب محافظ القاهرة للمنطقة الشمالية من أغسطس 2011 إلى أغسطس 2012،
2) مساعد رئيس الجمهورية لملف التحول الديمقراطي من أغسطس 2012 إلى ديسمبر 2012،
3)  المشرف على جهاز التنسيق الحضاري التابع لوزارة الثقافة من يوليو 2014 إلى ديسمبر 2015،
4) مستشار وزارة الثقافة للهيكلة من يناير 2016 إلى ديسمبر 2020.

## المواقع التي تم شغلها
1)  عضو المجلس القومي لحقوق الإنسان في أول دورة له بعد حراك يناير 2011 وذلك في إبريل 2011.
2)  عضو المجلس القومي لحقوق الإنسان في أول دورة له بعد تمرد يونيو 2013.
3)  رأس لجنة المواطنة بالمجلس الأعلى للثقافة أكثر من مرة .
4)  عضو الهيئة الاستشارية لمركز الدراسات القبطية بمكتبة الإسكندرية.
5)  عضو الهيئة الاستشارية لمركز الحوار والدراسات الحضارية بكلية الاقتصاد والعلوم السياسية.

## المواقع التي لم يزل عضوا بها
1)  عضو الهيئة الاستشارية لمركز الدراسات القبطية بمكتبة الإسكندرية.
2)  عضو مؤسس للصالون الثقافي العربي.
عضو الهيئة الاستشارية لمؤسسة أديان اللبنانية
يكتب بشكل دوري في جريدتي الأهرام والمصري اليوم المصريتين. وموقع عروبة 22.
شغل منصبا إقليميا كأمين عام مشارك لمجلس كنائس الشرق الأوسط لمدة ست سنوات من 1995 إلى 2001.
شارك في مناقشة أربع (4) رسائل علمية.
امتهن مهنة تقييم مشروعات التنمية.
سمير مرقص هو مفكر سياسي مصري عيّنه محمد مرسي رئيس جمهورية مصر العربية يوم 27 أغسطس 2012 مساعدًا له لملف «التحول الديمقراطي». يُعد مرقص أول مسيحي يتولى منصب مساعد رئيس الجمهورية المصري. أسند إليه قبل عام من ذلك التعيين منصب نائب محافظ القاهرة للمنطقة الشمالية. وفي أول حوار له منذ تعيينه، لفت إلى أنّه يجب التعامل مع جماعة الإخوان المسلمين في مصر على أنهم «واقع»، ودعاهم في نفس الوقت إلى عدم إقصاء أي جماعة وطنية، وأن يعلموا أن «مصر لا تبنى بلون واحد».
استقال احتجاجا على الإعلان الدستوري المكمل (نوفمبر 2012)، كما أنه كان قد انتُخب عضوا في لجنة صياغة الدستور الجديد إلا أنه استقال منها احتجاجا على تشكيلها